# 風のように自由 〜free as the wind〜
『風のように自由 〜free as the wind〜』（かぜのようにじゆう フリー・アズ・ザ・ウィンド）は宇徳敬子11枚目のシングル。ZAIN RECORDSから1998年6月17日に発売された。規格品番：ZADL-1076。

## 内容
フジテレビ系アニメ『中華一番!』の後期エンディングテーマとして起用され、トリプルギター編成で行った。
宇徳は、発売当時の「CD NEWS」でのミュージック・ビデオ放送時にコメントを寄せており、「最後に自由であるかを決めるのは自分自身。自分の持つ無限の力をどうしたら信じて行けるのか。そんな人間なら誰にでも当てはまる素朴な疑問を、大きな力を持っていてそれでいて自由奔放に流れていく事が出来る『風』に託してみました」と曲に対する見解を述べている。　

## 収録曲
全曲作詞・作曲：宇徳敬子　
1. 風のように自由 〜free as the wind〜
編曲：UK Project
2. Higher 〜青い空ねぇ〜
編曲：寺島良一
3. 風のように自由 〜free as the wind〜 inst.
4. Higher 〜青い空ねぇ〜 inst.

## 参加ミュージシャン
- 寺島良一 - ギター
- 中島正雄 - ギター
- 増崎孝司（DIMENSION） - ギター